# Olympische Sommerspiele 2024/Leichtathletik – Weitsprung (Männer)
Der Weitsprungwettkampf der Männer bei den Olympischen Spielen 2024 in Paris wurde am 4. August (Qualifikation) und 6. August 2024 (Finale) im Stade de France ausgetragen.

## Aktuelle Titelträger
| Olympiasieger                        | Miltiadis Tendoglou ( Griechenland)    | 8,41 m | Tokio 2020     |
| Weltmeister                          | Miltiadis Tendoglou ( Griechenland)    | 8,52 m | Budapest 2023  |
| Europameister                        | Miltiadis Tendoglou ( Griechenland)    | 8,65 m | Rom 2024       |
| Nord-/Zentralamerika-/Karibikmeister | William Williams ( Vereinigte Staaten) | 7,89 m | Freeport 2022  |
| Südamerikameister                    | Emiliano Lasa ( Uruguay)               | 8,08 m | São Paulo 2023 |
| Asienmeister                         | Lin Yu-tang ( Chinesisch Taipeh)       | 8,40 m | Bangkok 2023   |
| Afrikameister                        | Cheswill Johnson ( Südafrika)          | 7,78 m | Douala 2024    |
| Ozeanienmeister                      | Liam Adcock ( Australien)              | 8,05 m | Suva 2024      |

## Bestehende Rekorde
| Weltrekord         | Mike Powell () | 8,95 m | Tokio, Japan                | 30. August 1991  |
| Olympischer Rekord | Bob Beamon ()  | 8,90 m | Finale Mexiko-Stadt, Mexiko | 18. Oktober 1968 |

## Qualifikation
| Rang | Gruppe | Athlet                  | Nation               | Versuch (in m) | Versuch (in m) | Versuch (in m) | Weite (in m) | Anm.  |
| Rang | Gruppe | Athlet                  | Nation               | 1              | 2              | 3              | Weite (in m) | Anm.  |
| ---- | ------ | ----------------------- | -------------------- | -------------- | -------------- | -------------- | ------------ | ----- |
| 1    | A      | Miltiadis Tendoglou     | Griechenland         | 8,32           |                |                | 8,32         | Q     |
| 2    | B      | Radek Juška             | Tschechien           | 7,85           | 8,15           |                | 8,15         | Q, SB |
| 3    | B      | Wang Jianan             | China                | 8,12           |                |                | 8,12         | q, SB |
| 4    | B      | Simon Ehammer           | Schweiz              | 7,69           | 8,09           | 6,62           | 8,09         | q     |
| 5    | B      | Filip Pravdica          | Kroatien             | 7,68           | 8,04           | 7,59           | 8,04         | q     |
| 6    | A      | Mattia Furlani          | Italien              | 8,01           | 7,95           | x              | 8,01         | q     |
| 7    | B      | Wayne Pinnock           | Jamaika              | 7,96           | 7,72           | 7,68           | 7,96         | q     |
| 8    | A      | Jacob Fincham-Dukes     | Großbritannien       | x              | 7,38           | 7,96           | 7,96         | q     |
| 9    | B      | Zhang Mingkun           | China                | 7,91           | 7,88           | 7,92           | 7,92         | q     |
| 10   | B      | Arnovis Dalmero         | Kolumbien            | 7,92           | 7,83           | 7,78           | 7,92         | q     |
| 11   | A      | Carey McLeod            | Jamaika              | 7,77           | 7,90           | x              | 7,90         | q     |
| 12   | A      | Simon Batz              | Deutschland          | x              | 7,90           | 7,60           | 7,90         | q     |
| 13   | A      | Emiliano Lasa           | Uruguay              | 7,87           | 7,58           | 7,70           | 7,87         |       |
| 14   | A      | Boschidar Sarabojukow   | Bulgarien            | x              | x              | 7,87           | 7,87         |       |
| 15   | A      | Jeremiah Davis          | Vereinigte Staaten   | 7,83           | 7,78           | 7,78           | 7,83         |       |
| 16   | B      | Thobias Montler         | Schweden             | x              | x              | 7,82           | 7,82         |       |
| 17   | A      | Yūki Hashioka           | Japan                | x              | 7,72           | 7,81           | 7,81         |       |
| 18   | B      | Chris Mitrevski         | Australien           | 7,66           | 7,79           | 6,47           | 7,79         |       |
| 19   | B      | Tajay Gayle             | Jamaika              | 7,78           | 7,68           | 7,63           | 7,78         |       |
| 20   | A      | Anvar Anvarov           | Usbekistan           | 7,57           | 7,77           | 7,77           | 7,77         |       |
| 21   | B      | Malcolm Clemons         | Vereinigte Staaten   | 7,72           | 7,46           | 7,72           | 7,72         |       |
| 22   | B      | Lin Yu-tang             | Chinesisch Taipeh    | 7,70           | x              | 7,66           | 7,70         |       |
| 23   | A      | Jovan van Vuuren        | Südafrika            | 7,70           | x              | 7,41           | 7,70         |       |
| 24   | A      | Shi Yuhao               | China                | 7,68           | 7,30           | 7,68           | 7,68         |       |
| 25   | A      | Alejandro Parada        | Kuba                 | 7,62           | 7,02           | x              | 7,62         |       |
| 26   | B      | Jeswin Aldrin           | Indien               | x              | x              | 7,61           | 7,61         |       |
| 27   | A      | Liam Adcock             | Australien           | 7,41           | 7,56           | 7,29           | 7,56         |       |
| 28   | B      | Tom Campagne            | Frankreich           | 7,50           | x              | 7,51           | 7,51         |       |
| 29   | A      | Mohammad Amin al-Salami | Refugee Olympic Team | 7,03           | 7,24           | 7,24           | 7,24         |       |
| 30   | A      | Petr Meindlschmid       | Tschechien           | 6,97           | x              | x              | 6,97         |       |
| 31   | B      | Cheswill Johnson        | Südafrika            | x              | 4,49           | x              | 4,49         |       |
|      | A      | Lucas dos Santos        | Brasilien            | x              | x              | x              | NM           |       |
|      | B      | Jarrion Lawson          | Vereinigte Staaten   | x              | x              | x              | NM           |       |

## Finale
6. August 2024, 20:20 Uhr
| Rang | Athlet              | Nation         | Versuch (in m) | Versuch (in m) | Versuch (in m) | Versuch (in m) | Versuch (in m) | Versuch (in m) | Weite (in m) | Anm. |
| Rang | Athlet              | Nation         | 1              | 2              | 3              | 4              | 5              | 6              | Weite (in m) | Anm. |
| ---- | ------------------- | -------------- | -------------- | -------------- | -------------- | -------------- | -------------- | -------------- | ------------ | ---- |
| 1    | Miltiadis Tendoglou | Griechenland   | 8,27           | 8,48           | 8,24           | 8,36           | 8,31           | x              | 8,48         |      |
| 2    | Wayne Pinnock       | Jamaika        | 7,84           | 8,36           | 7,99           | 8,05           | 8,24           | 8,12           | 8,36         |      |
| 3    | Mattia Furlani      | Italien        | 8,34           | 8,25           | x              | x              | 8,34           | 8,27           | 8,34         |      |
| 4    | Simon Ehammer       | Schweiz        | x              | 8,20           | 8,11           | 7,92           | x              | x              | 8,20         |      |
| 5    | Jacob Fincham-Dukes | Großbritannien | 7,95           | 8,14           | x              | x              | x              | 7,64           | 8,14         |      |
| 6    | Simon Batz          | Deutschland    | 7,58           | 8,07           | 7,79           | 7,71           | 7,95           | 7,94           | 8,07         |      |
| 7    | Zhang Mingkun       | China          | 7,81           | x              | 8,07           | x              | 7,93           | x              | 8,07         |      |
| 8    | Wang Jianan         | China          | 7,96           | x              | 7,92           | x              | -              | 8,03           | 8,03         |      |
| 9    | Filip Pravdica      | Kroatien       | 7,72           | 7,90           | 7,87           | ausgeschieden  | ausgeschieden  | ausgeschieden  | 7,90         |      |
| 10   | Radek Juška         | Tschechien     | 7,78           | 7,69           | 7,83           | ausgeschieden  | ausgeschieden  | ausgeschieden  | 7,83         |      |
| 11   | Arnovis Dalmero     | Kolumbien      | x              | 7,83           | 7,74           | ausgeschieden  | ausgeschieden  | ausgeschieden  | 7,83         |      |
| 12   | Carey McLeod        | Jamaika        | 7,51           | 7,16           | 7,82           | ausgeschieden  | ausgeschieden  | ausgeschieden  | 7,82         |      |